# Preetz
Preetz (pronunciació alemanya: [ˈpʁeːts]) és una ciutat mitjana del nord d'Alemanya, situada en el districte de Plön a l'estat federat de Slesvig-Holstein i al sud-est de la capital Kiel. També anomenada popularment "ciutat dels sabaters" (en alemany: Schusterstadt) ja que era una indústria molt present a Preetz, la localitat té molts llacs: el Postsee, el Lanker See i al centre un més petit el Kirchsee. El riu Schwentine també passa per Preetz. La seva població superava els 16.000 habitants el 2017.